# Patricie Kaňok
Patricie Kaňok (rozená Fuxová, * 9. října 1991 Praha) je česká zpěvačka, textařka, skladatelka a spisovatelka.

## Vzdělání
Vystudovala FHS na UK, studovala Text a scénář na VOŠ KJJ; magisterské studium zakončila hudebním titulem na Berklee College of Music v Bostonu.

## Tvorba
V roce 2017 založila dívčí kapelu Vesna, inspirovanou pohanskými kořeny, uměleckou svobodomyslností a ženskou podstatou. V knize Pátá bohyně popisuje setkání Marie s pohanskými bohyněmi Vesnou, Živou, Mokošou a Moranou.
V rámci kapely Vesna napsala spolu s dalšími autory píseň „My Sister's Crown“, s kterou se v roce 2023 zúčastnila soutěže Eurovision Song Contest.
Píše také hudbu a texty pro různé české interprety (Lucie Bílá, Ewa Farna, Karel Gott, Václav Neckář, Ilona Csáková).

### CD
- ANIMA (2020)[6]
- Nezapomeň (2019)[1]
- Vesna & Věra Martinová Bílá laň (2019)[1]
- Voda (2020)[1]
- Klip: Patricie Fuxová a Vojtěch Dyk – Láska z Kateřinic (2018)[1]

## Dílo
- Pátá bohyně. Brno: CPress, 2018. 167 stran. ISBN 978-80-264-2210-5.
- Sebemotivační deník na celý rok. Praha: Cosmopolis, 2019. 207 stran. ISBN 978-80-271-2926-3.